# Systellaspis cristata
Systellaspis cristata är en kräftdjursart som först beskrevs av Faxon 1893.  Systellaspis cristata ingår i släktet Systellaspis och familjen Oplophoridae. Inga underarter finns listade i Catalogue of Life.